# Styles Of Beyond
Styles Of Beyond（官方中譯：遠放）是EXILE的第2張原創專輯。

## 解説
- 以初回限定盤（「CD+DVD」2張組）、通常盤（CD only）2種型態發售。
- 睽違前作十一個月。
- Oricon第一次獲得第1位。
- 初回限定盤收錄了附加曲。
- 2004年3月本作的初回限定盤和『our style』『EXILE ENTERTAINMENT』的初回盤，手機吊飾為一組的『祝銷售百萬 初回相簿3張組BOX SET』限量發售。
- 關於本作的標題成員們說「決定專輯標題的時候，想說與其查字典還不如請拜託英語拿手的人，於是就拜託了VERBAL，然後他就給我們下了個非常恰到好處的標題。取名的人是m-flo的VERBAL。

## 收錄歌曲
1. Intro (Inst.)（0:46）
2. ESCAPE (Inst.)（3:28）
也收錄在精選專輯『SELECT BEST』中。
3. Sandcastles（3:25）
（作詞：Kenn Kato　作曲：BOUNCEBACK）
4. Kiss you（4:56）
（作詞：Kenn Kato　作曲：原一博）
為第6張單曲的主打歌。也收錄在精選專輯『SINGLE BEST』中。妮維雅「SKIN MILK」廣告歌曲。
5. Ring your bell（4:00）
（作詞：Kenn Kato　作曲：中西圭三）
6. wishes（4:07）
（作詞：Kenn Kato　作曲：原一博）
也收錄在精選專輯『SELECT BEST』中。山崎麵包「新食感宣言」廣告歌曲。
7. 羽1/2（5:12）
（作詞：SHUN　作曲：長岡成貢）
8. Distance "Orchestra Version"（4:42）
（作詞：Kenn Kato　作曲：BOUNCEBACK）
9. Release yourself（4:24）
（作詞：Kenn Kato　作曲：朝本浩文）
10. Cross〜never say die〜（5:00）
（作詞：Kenn Kato　作曲：原一博）
第5張單曲。也收錄在精選專輯『SINGLE BEST』中。日本電視台的電視劇「東京獨門獨院」插曲。
11. can't say words（4:24）
（作詞：ATSUSHI　作曲：山木隆一郎）
12. Guilty（4:43）
（作詞：ATSUSHI、SHUN　作曲：原一博）
13. We Will〜在那裡〜（5:27）
（作詞：SHUN　作曲：中野雄太）
為此專輯的先行單曲的第7張單曲。也收錄在精選專輯『SINGLE BEST』中。東京電視台「WINNERS」片尾曲。
14. song for you（5:43）
（作詞：Kenn Kato　作曲：Face 2 fAKE）
第4張單曲。也收錄在精選專輯『SINGLE BEST』中。KANEBO「REVUE」電視廣告形象歌曲。
15. S・O・B (Inst.)（2:55）
16. 。 (Inst.)（2:10）
17. Feel the Conflict（S・O・B Version）
（作詞：Kenn Kato　作曲：横山輝一）
只收錄在初回限定盤的附加歌曲。

## DVD
1. J Soul Brothers
2. Kiss you
3. DJ MAKIDAI non-stop mix